# عبد العزيز اليزيدي
عبد العزيز اليزيدي، لاعب كرة قدم قطري لعب سابقاً في نادي الخور.

## روابط خارجية
- عبد العزيز اليزيدي على موقع Soccerway.com (الإنجليزية)